# Мајкл Денер
Мајкл Денер (дан. Michael Denner) је дански хеви метал гитариста рођен 5. новембара 1958. године. Познат је по свирању на Gibson Flying V гитари. Денер, како сам каже, је инспирисан следећим гитаристама: Uli Jon Roth, Michael Schenker и Ollie Halsall. Био је члан бенда Мерсифул Фејт и Кинг Дајмонд. Његов главни фокус у последње време је Форс оф Ивл и Хенк Шерман. Мајкл у свом власништву поседује музичку продавницу у Копенхагену.